# Braux-Sainte-Cohière
Braux-Sainte-Cohière ist eine französische Gemeinde mit 94 Einwohnern (Stand 1. Januar 2022) im Département Marne in der Region Grand Est. Sie gehört zum Arrondissement Châlons-en-Champagne und zum Kanton Argonne Suippe et Vesle. 

## Lage
Die Gemeinde liegt im Übergangsbereich zwischen der Trockenen Champagne und den Argonnen, etwa 40 Kilometer östlich von Châlons-en-Champagne. Unmittelbar südlich der Gemeinde verläuft die Autoroute A4 von Paris nach Straßburg. Braux-Sainte-Cohière ist umgeben von folgenden Nachbargemeinden:
| Hans, Dommartin-sous-Hans | Maffrécourt                                 | La Neuville-au-Pont |
| Valmy                     | Kompassrose, die auf Nachbargemeinden zeigt | Chaudefontaine      |
|                           | Dommartin-Dampierre                         | Argers              |

## Bevölkerungsentwicklung

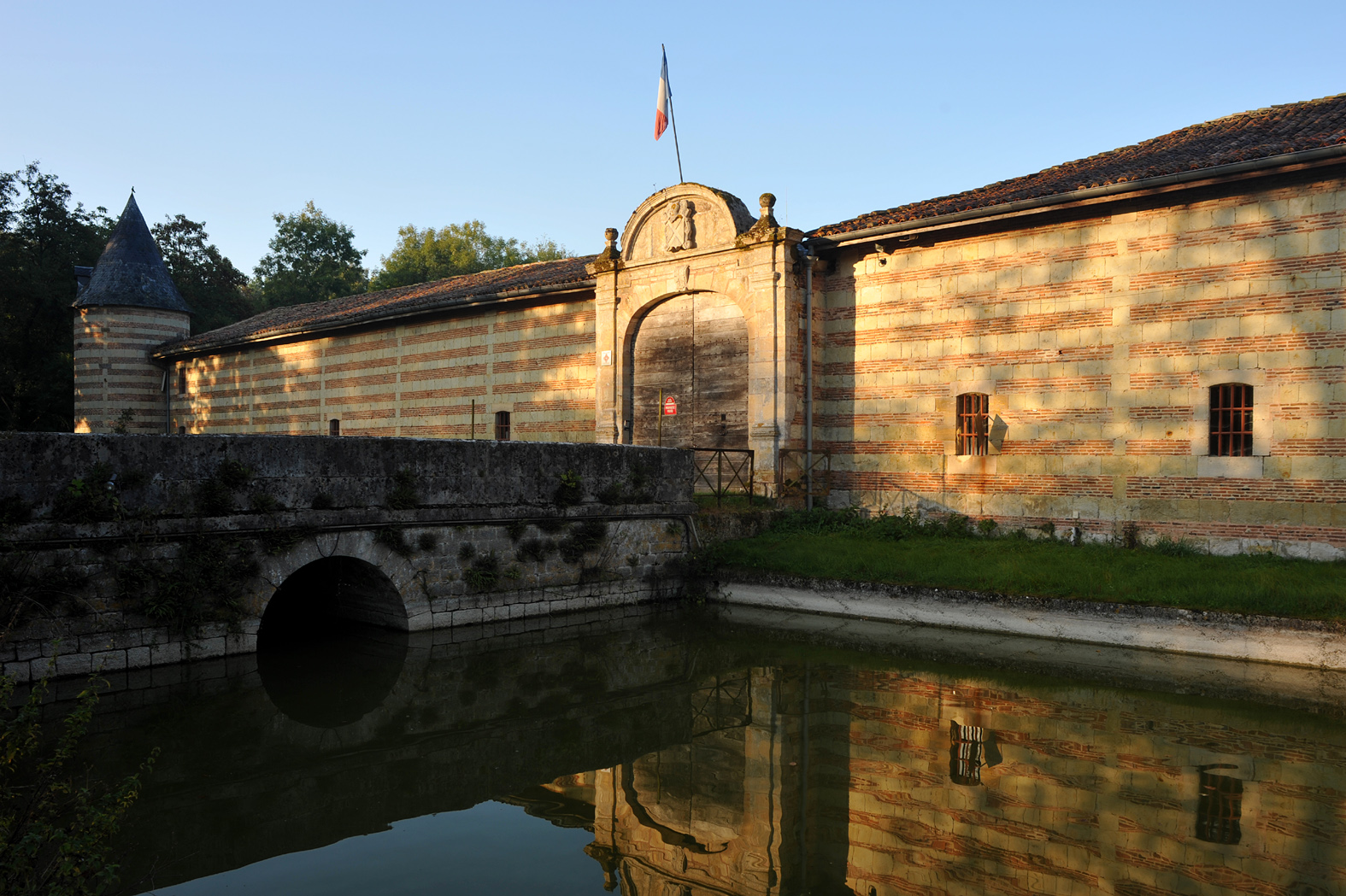
Schloss in Braux-Sainte-Cohière mit dazugehörendem Wassergraben, Monument historique seit 1972

| Jahr                       | 1962 | 1968 | 1975 | 1982 | 1990 | 1999 | 2008 | 2018 |
| -------------------------- | ---- | ---- | ---- | ---- | ---- | ---- | ---- | ---- |
| Einwohner                  | 115  | 85   | 56   | 62   | 61   | 71   | 81   | 94   |
| Quellen: Cassini und INSEE |      |      |      |      |      |      |      |      |